# Louis Joseph Troost
Pour les articles homonymes, voir Troost.

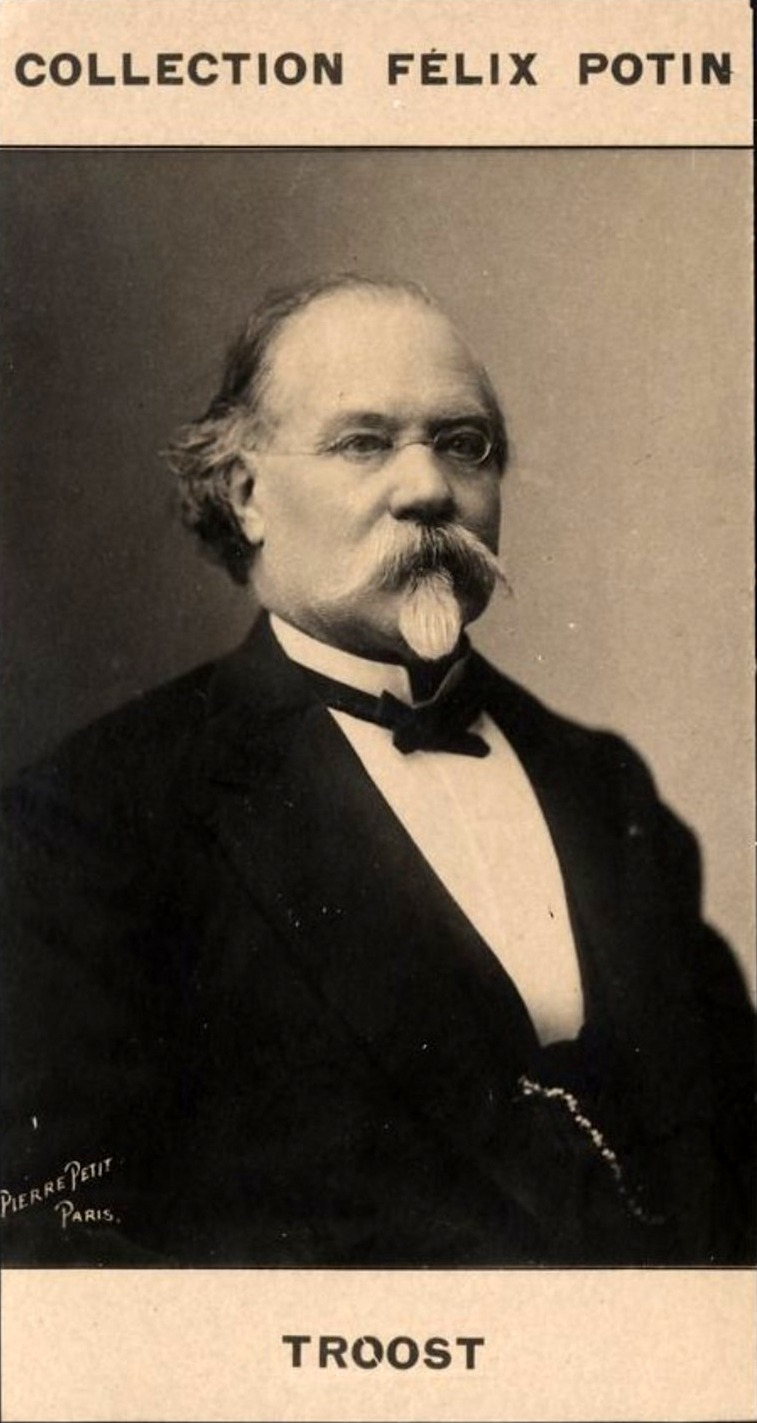

Louis Joseph Troost, né le 17 octobre 1825 à Paris où il est mort le 30 septembre 1911, est un chimiste français.

## Biographie
Il a fait des études au lycée Charlemagne puis à l'Ecole Normale rue d'Ulm de 1848 à 1851. D'abord nommé professeur au lycée d'Angoulême, il revient à Paris au lycée Bonaparte. 
Élu membre de l'Académie des sciences en remplacement de Wurtz le 7 juillet 1884, il en deviendra vice-président en 1904 et président en 1905.
Il s'est fait connaître par des recherches sur les densités des vapeurs et sur les hydrures métalliques. Il a aussi étudié le lithium, le zirconium ainsi que le rôle du silicium et du manganèse dans les fontes.

## Principales publications
- Recherches sur le lithium et ses composés. Propositions de physique données par la Faculté, thèses, 1857 Texte en ligne
- Traité élémentaire de chimie comprenant les principales applications à l'hygiène, aux arts et à l'industrie, 1865
  - 12e édition, 1897 : Traité élémentaire de chimie Texte en ligne
- Précis de chimie, 1867 Texte en ligne
  - 26e édition, 1895 : Précis de chimie : notation atomique Texte en ligne